# Кармілла
«Кармілла» (англ. Carmilla) — готична повість Джозефа Шерідана Ле Фаню. Вперше опублікована в 1872, вона розповідає історію про те, як молода жінка стала об'єктом бажання жінки-вампіра на ім'я Кармілла. «Кармілла» вийшла на 25 років раніше, ніж «Дракула» Брема Стокера і була багато разів адаптована для кінематографа.

## Видання
«Кармілла» була вперше опублікована в журналі The Dark Blue в 1872 році, а потім у збірці оповідань автора In a Glass Darkly цього ж року. Твір ілюстрували двоє художників: Девід Фрістон і Майкл Фіцджеральд. У пізніші видання ці ілюстрації не включалися. Обидва художники припустилися деяких неточностей у відображенні персонажів, звідки виникли труднощі у зіставленні зображень із сюжетом книги.

## Опис сюжету
Ле Фаню представив історію як одну зі справ у практиці доктора Гесселіуса, п'ять справ якого були описані в збірці оповідань Ле Фаню In a Glass Darkly (1872). Історія розповідається від імені Лори, однієї з двох головних дійових осіб оповіді.
Лора починає історію з часів свого дитинства, з «мальовничого й усамітненого» замку серед нескінченних лісів у Штирії, де вона живе з батьком, багатим англійським вдівцем, який пішов у запас після служби в Австрії. У віці шести років її спіткало видіння прекрасної незнайомки в її кімнаті. Вона стверджувала, що була вкушена, але ніяких ран на її тілі виявлено не було.
Минуло дванадцять років. Батько Лори отримує листа від свого друга генерала Шпільсдорфа. Генерал хотів приїхати в гості і привезти з собою племінницю, але та раптово загинула за загадкових обставин. Лора пригнічена втратою тієї, яка могла б стати їй другом, їй не вистачає спілкування. Раптова поламка екіпажу неподалік від будинку, де живе Лора, викликає появу в будинку молодої дівчини, ровесниці Лори. Її звуть Кармілла. Обидві дівчини пізнають одна в одній ту, з якою зустрічалися в дитячому сні.
Кармілла поранена внаслідок аварії екіпажу. Її мати повідомляє батька Лори, що її подорож дуже термінова і затримки бути не може. Вона просить залишити дочку в замку на три місяці, після чого вона забере її.
Кармілла і Лора стають близькими друзями, але настрій Кармілли схильний до раптових змін. Кармілла відмовляється розповідати будь-що про себе або про своє минуле, незважаючи на розпитування Лори. Її скритність — не єдина її дивна особливість. Більшу частину дня Кармілла спить, а вночі, здається, ходить уві сні. Коли в замок прибуває партія старих сімейних портретів, Лора виявляє, що одна з її предків, «Міркалла, графиня Карнштейнська», чий портрет датований 1698 роком, дуже схожа на Карміллу, включно з родимою плямою на шиї.
Під час перебування Кармілли в замку, Лору відвідують кошмари, в яких диявольське чудовисько, схоже на кішку, входить вночі до її кімнати і кусає її в груди. Потім чудовисько набуває вигляду жінки і зникає, пройшовши крізь двері. Стан здоров'я Лори погіршується, і її батько викликає лікаря для огляду. Лікар приватно розмовляє з батьком і просить, щоб Лору ніколи не залишали одну.
Потім батько з Лорою влаштовують поїздку в зруйноване поселення Карнштейн. По дорозі туди вони несподівано зустрічають генерала Шпільсдорфа, який розповідає їм свою страшну історію.
Шпільсдорф і його племінниця зустріли молоду жінку на ім'я Мілларка і її загадкову матір на костюмованому балу. Мати запевняла, що вона є старим другом генерала і просила, щоб Мілларці було дозволено залишитися з його племінницею на три тижні, поки вона буде зайнята секретною справою великої ваги. Племінниця генерала захворіла загадковою ндугою, і симптоми хвороби збігаються з симптомам Лори. Після консультації з церковним доктором генерал розуміє, що його племінницю відвідував вампір. Взявши шаблю, він сховався в шафі і чекав до тих пір, поки не побачив зловісну істоту, схожу на кішку, яка підкралась до спальні його племінниці і вкусила її в шию. Побачивши це, генерал вискочив з укриття і напав на чудовисько, яке набуло вигляду Мілларки. Вона втекла, пройшовши крізь зачинені двері, неушкоджена. Племінниця генерала померла майже відразу після цього.
Після прибуття в Карнштейн генерал запитав місцевого лісничого, де вони можуть знайти могилу Міркалли Карнштейн. Лісничий відповів, що могила була перенесена звідси багато років тому людиною, яка позбавила їхній край від вампірів.
У той час, як генерал і Лора залишилися наодинці серед зруйнованої каплиці, з'являється Кармілла. Впавши в лють при її вигляді, генерал кидається на Карміллу з сокирою. Та кидається навтьоки. Генерал пояснює Лорі, що Кармілла — це та сама Мілларка, обидва імені яких є анаграмою імені вампіра графині Міркалли Карнштейн.
До подій приєднується барон Ворденбург, нащадок героя, який звільнив край від вампірів багато років тому. Ворденбург — великий фахівець з вампірів, і він виявив, що у його предка був роман з графинею Карнштейн перед тим, як вона померла і стала однією з безсмертних. У паперах свого предка він виявляє вказівку на місце, де захована могила Кармілли. Спеціальна Імперська комісія проводить ексгумацію могили і знищує тіло вампіра, діючи за дорученням керівної Габсбурзької монархії, в межах чиїх володінь розташована Штирія.

## Вплив
Кармілла, головний персонаж, стала прообразом для незліченної кількості просто жінок-вампірок і особливо для стійких кіноштампів вампірок-лесбійок. Хоча Ле Фаню зображує сексуальне бажання вампірок з обережністю, відповідною часу створення книги, очевидно, що лесбійська пристрасть є головною рушійною силою розвитку відносин між Карміллою і оповідачкою історії:

Іноді, після довгої апатії, моя загадкова прекрасна подруга брала мою руку і тримала її, ніжно стискаючи; спалахнувши, вона пильно дивилася на мене важким палаючим поглядом, і неспокійне дихання піднімало і опускало її сукню. Це було схоже на любовний екстаз; він приводив мене в замішання, огидний, але владний наді мною. Жадібні очі притягували мене, жаркі губи покривали поцілунками мої щоки; вона шепотіла, ледь не схлипуючи: «Ти моя, ти повинна бути моєю, ми разом навічно». («Кармілла», 4-й розділ).
Оригінальний текст (англ.)
[ Sometimes after an hour of apathy, my strange and beautiful companion would take my hand and hold it with a fond pressure, renewed again and again; blushing softly, gazing in my face with languid and burning eyes, and breathing so fast that her dress rose and fell with the tumultuous respiration. It was like the ardour of a lover; it embarrassed me; it was hateful and yet overpowering; and with gloating eyes she drew me to her, and her hot lips travelled along my cheek in kisses; and she would whisper, almost in sobs, "You are mine, you  shall  be mine, and you and I are one for ever".  ( "Carmilla", Chapter 4) .] Помилка: {{Lang}}: текст вже має курсивний шрифт (допомога)

Кармілла вибирає в якості жертв тільки жінок, хоча емоційну пристрасть викликають тільки деякі з них. Кармілла веде нічний спосіб життя, але не обмежена лише темним часом доби. Вона володіє містичною красою, здатна змінювати свою форму і проходити крізь стіни. Її тваринне втілення — жахливий чорний кіт (в «Дракулі» — велика собака). Спати вона змушена в труні.
Деякі критики, серед яких Вільям Відер, висловлювали припущення, що «Кармілла» мала дуже великий вплив на «Поворот гвинта» (англ. The Turn of the Screw) Генрі Джеймса.

## «Дракула» Брема Стокера
Хоча «Кармілла» менш відома і є коротшою готичною історією про вампірів, ніж загальновизнане головне творіння цього жанру — «Дракула», останній зазнав вельми сильного впливу короткого оповідання Ле Фаню.
У найранішому рукописі «Дракули», датованому 8 березня 1890 року, було сказано, що замок Дракули розташовується в Штирії, хоча шість днів по тому місце було змінено на Трансильванію. Опубліковане після смерті Стокера оповідання «Гість Дракули», відоме як видалена перша глава «Дракули», відображає очевидне запозичення з «Кармілли»: обидві історії розказані від першої особи. Стокер також сприяв атмосфері таємничості поширеній далі, ніж у Ле Фаню, дозволивши персонажам вирішувати загадку вампіра разом з читачем.
Описи Кармілли і Люсі в «Дракулі» схожі і стали прототипами для подальших появ у сюжетах на тему вампірів одиноких жертв і спокусниць — жінок високих, струнких, апатичних, з великими очима, чуттєвими губами і м'яким голосом. Обидві жінки також ходять уві сні.
Персонаж Стокера Абрахам Ван Гелсінг — пряма паралель з героєм Ле Фаню, експертом з вампірів бароном Ворденбургом: обидва персонажі досліджували вампірів і билися проти них, символічно представляючи пізнання невідомого і непохитність розуму перед нападом хаосу і смерті.

## Вплив на культуру

### Фільми
- Данський режисер Карл Дреєр вільно адаптував «Карміллу» для свого фільму 1932 року «Вампір». У титрах фільму сказано, що картина заснована на In A Glass Darkly Ле Фаню. Ця збірка містить п'ять оповідань, одним з яких є «Кармілла». Головний персонаж фільму, Аллан Ґрей, змальований з доктора Гесселіуса.
- Французький режисер Роже Вадим в 1960 році зняв за «Кармілою» фільм «Померти від насолоди» (в США фільм йшов під назвою «Кров і троянди»).
- Досить точною адаптацією новели став фільм «Прокляття Карнштейнів» / Crypt of the Vampire (1964) італійського виробництва за участю Крістофера Лі.
- Британська студія Hammer Film Productions створила досить правдиву адаптацію «Кармілли» — фільм «Коханки-вампірки» (1970) за участю Інґрід Піт в головній ролі і Меделін Сміт в ролі її жертви. Еротична тема лесбійських відносин була чітко представлена в цьому фільмі, який був першим в «Карнштейнській трилогії», і за яким послідували:
  - «Пристрасть до вампіра» (1971): Граф Карнштайн ціною життя діви повертає Карміллі (Ютта Стенсгаард) плоть, і вона, взявши ім'я Міркалла, вступає до приватного жіночого пансіону.
  - «Близнюки зла» (1971): Міркалла (Катя Вайс) грає дуже маленьку роль в цій історії, головна дія якої розгортається навколо титульних персонажів.

Четвертий фільм серії так і не був знятий. Іноді в цю серію включають фільм Captain Kronos — Vampire Hunter (1974), де представлена жінка-вампір з родини Карнштайн.
- Новела послужила основою для дуже вільної інтерпретації історії у фільмі Let's Scare Jessica to Death (1971).
- Новелу вільно адаптував Вісенте Аранда у фільмі «Кривава наречена» / The Blood Spattered Bride (1972).
- Тема лесбійок-вампірок отримала продовження у фільмі «Вампірки» / Vampyres (1974) режисера Гозе Рамона Ларраза.
- Історія використана як частина сюжету мексиканського фільму жахів «Алукарда, дочка темряви» (1978).
- У 1989 році Габріель Бомон створює кіноверсію історії для телевізійної серії «Класика жахів» з назвою «Кармілла», яка стала однією з найближчких до оригіналу адаптацій новели, незважаючи на те, що дія була перенесена на американський південь часів до Громадянської війни. У фільмі знялися Мег Тіллі в ролі Кармілли і Айон Скай, яка зіграла дівчину, яку спокушає Кармілла.
- У 1998 році події «Кармілли» перенесли в Нью-Йорк наших днів у фільмі з однойменною назвою. Творець картини — Джей Лінд, яка стала автором сценарію, режисером і продюсером фільму. Фільм за участю Марії Печукас, Хізер Вар і Енді Горкі — страхітливий, кривавий і еротичний двійник готичної новели.
- Ще одна еротична версія вийшла в 1999 році — фільм «Кармілла».
- У 2001 році Кармілла з'являється в аніме «D: Жага крові».
- Дуже вільною адаптацією книги став фільм жахів «Вампіри проти зомбі» (2004).
- Кармілла з'являється як наречена Дракули в мультфільмі «Бетмен проти Дракули» (2005).
- Кармілла бере участь у зав'язці і фінальній сутичці фільму 2009 року «Вбивці вампірок-лесбійок» — комедії за участю Метью Горна і Джеймса Корду.
- За мотивами новели був знятий фільм «Прокляття Штирії» американо-угорського виробництва, що вийшов у 2014 році.

### Радіо
- Персонаж доктор Гесселіус фігурував у радіодрамі «Mutual Broadcasting Network» під заголовком «Люди тіні», в епізоді «Зал ілюзій» (випуски 1946—1947, 1949—1952, 1952, 1953).

- 20 листопада 1981 випуски «CBC Radio» «Сутінки» запустили в ефір адаптацію «Кармілли», написану Грехемом Помероя і Джоном Гевіном Дугласом.

### Музика
- Cradle of Filth, популярний британський блек-метал гурт, випустив альбом під назвою Сутінок … І Її обійми натхненний «Карміллою», і також записав інструментальний трек, названий «Маска Кармілли». Вокал: «Портрет мертвої графині» в запису «Готичний романс» може бути посиланням на портрет, знайдений у романі про графиню Міркаллу. Є також запис на доданій вініловій платівці Вампір або темні казки в Палестині з назвою «Королева панівної Зими», яка містить вокал: «Жахливий / Я ділю маску з Кармілли / Похмурий смердючий вуаєрист / На темному боці скла». Соліст Дені Філс часто цитував Шерідана ле Фаню як натхненника його вокалу.
- Two Witches, фінська готик-рок гурт, створив на початку 90-х пісню «Міркалла», натхненну романом.
- Японський Віжуал кей співак Кайя випустив сингл «Кармілла», в якому він зображує себе вампіркою, яка намагається навернути її коханого.
- Камерна версія опери «Кармілла» з'явилася в 1970 («Кармілла. Історія вампіра», музика Бена Джонстона, текст Вілфорда Ліча). Сидячи на дивані, Лаура і Кармілла ретроспективно викладають історію в пісні.
- «Кармілла», адаптація для музичного театру, Алана Джаффа і Дебори Атертон, приблизно 1995.
- Записом 1980-х рр. гурту LaHost у записаному компанією EMI збірнику «Вогонь в гармонії» була «Кров і троянди» — вокал який неточно заснований на кіноверсії «Кармілли» Роджера Гормана.
- Так само готик-метал гурт «Theatres des Vampires» випустив пісню «Carmilla».

### Книги
- Роман «Кармілла: повернення», написаний у 1999 році Кайлом Марфіном, починається в XIX столітті в Австрії та розглядає життя Кармілли до 1990-х років.
- Вампір на ім'я барон Карнштейн з'являється в Anno Dracula series Кіма Ньюмана. Сама Кармілла згадується кілька разів як давня (до моменту її смерті від рук мисливців на вампірів) подруга героїні книги вампірки Женев'єви. Деякі з коротких оповідань, поміщених в Anno Dracula також згадують Карміллу.
- Історія Кармілли ілюстрована Тіффіні Електрою Ікс з використанням стародавніх гравюр у книзі In This House: A Collection of Altered Art Imagery and Collage Techniques .

### Комікси
- У 1991 канадське видавництво коміксів Aircel Comics опублікувало 6 випусків чорно-білої міні-серії Стівена Джонса і Джона Росса «Кармілла». Вона була заснована на творі Шерідана ле Фаню і подавалася як «Класика еротичних жахів жіночого вампіризму». Перший випуск був надрукований у лютому 1991. Перші три випуски були адаптацією оригінального твору, в той час як останні три були сиквелом сету 1930-х рр.[3].
- «Кармілла — пані вампірів» — це чорно-білий разовий випуск, опублікований в 1999 іспанським видавництвом коміксів Dude Comics, заснований на історії Шерідана ле Фаню, але з сучасним змістом. В наші дні Кармілла рятує дівчинку на ім'я Лаура від зґвалтування і пізніше дає їй прочитати книгу ле Фаню, щоб пояснити її минуле. В кінці Лаура стає супутницею Кармілли. Заснований на тексті Роя Томаса, комікс мав двох героїв з абсолютно різними стилями малювання: Рафа Фонтеріз намалювала частину про наші дні, в той час як Ісаак М. дель-Ріверо намалював частину, засновану на книзі Фаню.
- «Класика графіки, Т. 14: Класика готики» (2007) містить адаптацію «Кармілли», ілюстровану Лізою К. Вебер і адаптовану Родом Лоттом.
- Інтернет-комікс «Румунська готика» представляє графиню-вампіра на ім'я Кармілла, яка також лесбійка.
- Кармілла (вампірка-лесбійка) — головний персонаж більшості італійських коміксів, намальованих Франческою Паолуччі (публікуються в Італії видавництвом EF Edizioni).

### Аніме
- Кармілла виступає в ролі ворога в аніме «D: Жага крові».
- В аніме «Хеллсінг» суккуб, про яку стверджується, що вона сестра Інтегри Хеллсінг, з'являється під ім'ям Лори, й Інтегра запитує її, чи вона не вампір Кармілла. Коли Алукард вступає з нею в протистояння, вона набуває вигляду кішки перед тим, як атакувати його.
- У 30-му епізоді Yu-Gi-Oh! GX персонаж на ім'я Камюла (яп. カミューラ) представлена як вампірка-крадійка душ. В англійській версії озвучування вона говорить з типовим румунським акцентом.
- У Glass Mask (29-та серія аніме і 17-й том манги) Аюмі Хімекава грає Карміллу в сценічній постановці новели.
- Master of Mosquiton OVA Кармілла показана як колишня дружина вампіра Москіто.

### Відеоігри
- У відеогрі Boktai: The Sun is in Your Hand, Кармілла — одна з безсмертних, яка з'являється або як маленька дівчинка в червоному, або як величезна істота напівлюдина-напівзмія.
- У відеогрі Lunar Knights, у персонажа на ім'я Шерідан є служниця на ім'я Кармілла. Банкіра в грі також звуть Лаура.
- У п'ятій з ігор Castlevania Circle of the Moon, версії тільки для Японії Rondo of Blood, її римейку для PSP Dracula X Chronicles, Simon's Quest, і Judgment; є персонаж на ім'я Кармілла, описаний як довгоживучий поплічник графа Дракули[4]. Ім'я персонажа вимовляли і як Кармілла, і як Кармілла[джерело?], але змінили на вампіра в локалізації для США Castlevania 2: Simon's Quest. У Rondo of Blood, Кармілла з'являється як бос проти Лаури. У грі Portrait of Ruin, Лаура з'являється як малозначний персонаж-вампір, описаний як «слуга Кармілли». У Judgment , Кармілла з'являється як ігровий персонаж, що використовує щит з шипами, латні рукавиці, і високі підбори для атаки.
- У Seiken Densetsu III містить вид монстра, названий Карміллою, і високорівневий варіант, названий Королевою Карміллою.
- У Disgaea: Hour of Darkness є сукуб, названий Карміллою.
- У Operation Darkness Кармілла з'являється як заступника командувача надприродного підрозділу СС і як один з головних антагоністів відеогри.
- У відеогрі Total Warː Warhammer і настільній грі прізвище фон Карштейн, співзвучне зі справжнім прізвищем Кармілли носить династія вампірів, що править у Сільванії (алюзія до Трансільванії). Засновник династії Влад фон Карштейн у свою чергу є відсиланням до іншого відомого вампіра — графа Дракули.
- У японській відеогрі жанру jRPG Fate/Grand Order Кармілла призивається як слуга класу асасин.

### Інше
- У серії State of Decay з серіалу «Доктор Хто» фігурує вампірка на ім'я Кармілла.
- В Японії випускається лесбійський журнал «Кармілла» (яп. 吸血鬼カーミラ).
- У телесеріалі HBO «Справжня кров» (2-й сезон, епізоди 5 і 6) в Далласі, штат Техас, побудований готель для вампірів «Кармілла». Номери в готелі занурені в морок і клієнтам готелю надаються послуги з обслуговування номерів з пропозицією «закуски» з людей.
- У літературній інтернет-серії Whateley Academy Сара Вейт бере кодове ім'я Кармілла. Сара не є вампіркою як такою, але здатна забирати життєву енергію з живих істот.
- У манзі «Kuroshitsuji» (8 тому, 43 глава) вампірка Кармілла виявляється підозрюваною у вбивстві, але незабаром цю версію відкидають через її неможливість.
- У 2014 році почав зніматися вебсеріал «Кармілла» [Архівовано 10 лютого 2019 у Wayback Machine.], в якому дія переноситься в наші дні.

## Українські переклади
- Джозеф Шерідан ле Фаню. Кармілла / пер. з англ. Ірини Гоял. — Nebo BookLab Publishing, 2023. — 256 с. — ISBN 978-617-7914-75-3.